# Partido Laborista de San Cristóbal y Nieves
El Partido Laborista de San Cristóbal y Nieves (en inglés: Saint Kitts and Nevis Labour Party) es un partido político de centroizquierdista de San Cristóbal y Nieves. Actualmente está dirigido por el médico y político Terrance Drew.

## Resultados electorales
| Año  | Votos  | %     | Escaños | +/-         | Posición | Gobierno         |
| ---- | ------ | ----- | ------- | ----------- | -------- | ---------------- |
| 1937 |        |       | 2/5     |             | 2.º      | Oposición        |
| 1940 |        |       | 3/5     | 1           | 1.º      | Mayoría absoluta |
| 1943 |        |       | 3/5     | Sin cambios | 1.º      | Mayoría absoluta |
| 1946 |        |       | 3/5     | Sin cambios | 1.º      | Mayoría absoluta |
| 1952 | 10.528 | 80,95 | 7/14    | 4           | 1.º      | Mayoría simple   |
| 1957 | 5.270  | 53,60 | 5/8     | 2           | 1.º      | Mayoría absoluta |
| 1961 | 7.808  | 64,50 | 7/10    | 2           | 1.º      | Mayoría absoluta |
| 1966 | 6.249  | 44,30 | 7/10    | Sin cambios | 1.º      | Mayoría absoluta |
| 1971 | 7.416  | 50,80 | 7/9     | Sin cambios | 1.º      | Mayoría absoluta |
| 1975 | 7.363  | 60,20 | 7/9     | Sin cambios | 1.º      | Mayoría absoluta |
| 1984 | 7.463  | 41,30 | 2/11    | 5           | 3.º      | Oposición        |
| 1989 | 6.642  | 37,30 | 2/11    | Sin cambios | 2.º      | Oposición        |
| 1993 | 8.405  | 43,80 | 4/11    | 2           | 1.º      | Oposición        |
| 1995 | 10.662 | 49,20 | 7/11    | 3           | 1.º      | Mayoría absoluta |
| 2000 | 11.762 | 53,60 | 8/11    | 1           | 1.º      | Mayoría absoluta |
| 2004 | 11.427 | 50,61 | 7/11    | 1           | 1.º      | Mayoría absoluta |
| 2010 | 12.227 | 46,96 | 6/11    | 1           | 1.º      | Mayoría absoluta |
| 2015 | 11.897 | 39,27 | 3/11    | 3           | 2.º      | Oposición        |
| 2020 | 10.355 | 37,11 | 2/11    | 1           | 3.º      | Oposición        |
| 2022 | 12.186 | 44,44 | 6/11    | 4           | 1.º      | Mayoría absoluta |